# Геотермальная циркуляционная система
Геотерма́льная циркуляцио́нная систе́ма (ГЦС) — система для извлечения тепловой энергии из недр Земли с целью её использования для теплоснабжения или производства электроэнергии. От традиционных геотермальных систем отличается тем, что отработанный теплоноситель закачивается обратно под землю.

## Терминология
Понятие «геотермальная циркуляционная система» было введено в 1970-е советскими горными теплофизиками О. А. Кремнёвым, Ю. Д. Дядькиным и А. Н. Щербанем.
В англоязычной литературе для обозначения геотермальных циркуляционных систем, к которым было применено искусственное стимулирование коллектора, используется термин enhanced (или engineered) geothermal system (EGS) — улучшенная (или искусственная) геотермальная система. Данное понятие было предложено в 1999 году исследователями М. Грассиани, З. Кригером и Х. Легманном..

## Принцип действия
Принцип действия ГЦС состоит в следующем. Через добычную скважину происходит извлечение теплоносителя (как правило, воды с примесями) из эксплуатируемого водоносного горизонта (подземного коллектора) на поверхность. Далее происходит отбор тепла теплоносителя, после чего он, при помощи насоса, через нагнетательную скважину закачивается обратно в пласт.
В зависимости от наличия в пласте геотермальных вод естественного происхождения, ГЦС может быть как гидротермальной, так и петротермальной. В последнем случае необходимо искусственно создавать в породе каналы для циркуляции теплоносителя и закачивать в неё воду из внешнего источника.
Для повышения проницаемости пород и увеличения площади поверхности теплосъёма применяют методы искусственного стимулирования, к наиболее распространённым из которых относятся гидравлический разрыв массива и кислотная обработка призабойной зоны.
Чтобы предотвратить коррозию и солеотложения в коммуникациях, используется двухконтурная схема: геотермальный флюид через теплообменник передаёт тепло чистой воде, циркулирующей в отдельном контуре. Полученная теплота может использоваться как для теплоснабжения, так и для выработки электроэнергии при помощи паровой турбины. Однако, использовать ГЦС в качестве электростанции целесообразно только в том случае, когда температура теплоносителя не ниже 100 °C.

## Преимущества и недостатки
ГЦС имеют серьёзные преимущества перед традиционными геотермальными системами:
- Традиционные ГС могут работать лишь в крайне ограниченном числе мест, тогда как ГЦС — практически повсеместно.[8]
- Степень извлечения тепла из недр значительно выше.[3]
- Стабильная продуктивность за счёт поддержания давления в пласте.[3]
- Поскольку геотермальная вода, после её отработки, закачивается обратно под землю, то полностью исключается возможность загрязнения окружающей среды минерализованными водами[3], а при использовании двухконтурных систем — и выброса в атмосферу диоксида углерода[7].

Вместе с тем, они имеют и некоторые недостатки:
- Строительство и обслуживание ГЦС обходится существенно дороже, чем традиционных ГС.[3]
- Обратная закачка теплоносителя требует значительного расхода энергии. В результате эксплуатация ГЦС обходится в 2—3 раза дороже эксплуатации фонтанной системы.[3] При этом, с течением времени приемистость нагнетательной скважины, как правило, снижается.[5]
- Коррозия и солеотложение, обусловленные работой с минерализованными водами, затрудняют эксплуатацию насосного оборудования и засоряют скважины.[9]

### Охлаждение пласта
В результате обратного закачивания охлаждённого теплоносителя, со временем неизбежно происходит охлаждение пласта. Из-за этого снижается мощность станции.
Выделяют 2 фазы эксплуатации ГЦС:
1. Первая фаза — когда температура теплоносителя на выходе из подземного коллектора близка к начальной температуре пласта.
2. Вторая фаза начинается, когда температура теплоносителя становится меньше начальной температуры пласта, и заканчивается, когда температура теплоносителя на выходе из коллектора приближается к температуре теплоносителя на входе в коллектор. После этого дальнейшая эксплуатация системы становится невозможной.

Время эксплуатации ГЦС может быть рассчитано по формуле:
{\displaystyle \tau ={\frac {\pi C_{0}\rho _{H}hR^{2}}{3C_{B}G}}}
где {\displaystyle \tau } — время, с, {\displaystyle C_{0}} — теплоёмкость пласта, кДж/кг, {\displaystyle \rho _{H}} — плотность термальной воды в скважинах, кг/м3, {\displaystyle h} — мощность пласта, м, {\displaystyle R} — расстояние между нагнетательной и добычной скважинами, м, {\displaystyle C_{B}} — теплоёмкость воды в пласте, кДж/кг, {\displaystyle G} — дебит циркуляционной системы, кг/с.
В 2006 году срок службы ГЦС оценивался в 20—30 лет, при условии проведения стимулирования коллектора каждые 6 лет.

### Наведённая сейсмичность
Стимулирование коллекторов геотермальных систем может спровоцировать землетрясения. Максимальная сейсмическая активность может достигать 3,0—3,7 единицы по шкале Рихтера.
Подобные землетрясения происходили в Швейцарии, Германии и других странах. В 2017 в Южной Корее произошло землетрясение магнитудой 5,4 единицы.
Тем не менее, применение новых технологий позволяют существенно снизить сейсмическую активность при гидроразрыве.

## Исторические и действующие ГЦС
По данным на 2013 год, в мире было реализовано 20 проектов ГЦС с искусственно стимулированным коллектором, 14 из которых — действующие электростанции, и 8 находилось в стадии разработки. Теплоснабжающих ГЦС с естественным коллектором было создано несколько сотен.
Проекты по созданию и эксплуатации ГЦС существовали или существуют в США, Великобритании, Германии, Австралии, Франции, Японии, Швеции, Италии, Сальвадоре, Швейцарии, Китае, Австралии.

### Франция
Первая ГЦС, использующая тепло пористых горных пород, была построена в Париже в 1963 году и предназначалась для отопления комплекса Brodkastin Chaos.

#### Soultz-sous-Forêts
В середине 1980-х был начат совместный проект Франции, Германии и Великобритании по созданию петротермальной ГЦС в Сульц-су-Форе. Позднее к нему также подключились группы учёных из Италии, Швейцарии и Норвегии, а также в нём приняли некоторое участие учёные из США и Японии.
К 1991 году скважины были пробурены на глубину до 2,2 км, и проведено гидравлическое стимулирование коллектора. Однако, имели место большие потери жидкости. Как позднее было установлено, это произошло по причине того, что горные породы на глубине 2—3 км здесь имели большое число разломов и трещиноватостей естественного происхождения, куда и утекла жидкость.
К 1995 году были пробурены скважины глубиной до 3,9 км, где температура составляла 168 °C. При помощи гидроразрыва был создан коллектор, после чего были начаты опыты по циркуляции. Температура добываемой воды составляла 136 °C, закачиваемой — 40 °C, при тепловой мощности 9 МВт. В 1997 году, после дополнительного стимулирования, тепловая мощность достигла 10 МВт, при этом на работу насосного оборудования требовалось всего лишь 250 кВт. Эксперимент по циркуляции на уровне 25 кг/с длился 4 месяца, потерь теплоносителя не было.
Позднее к проекту присоединились промышленные корпорации. К 2003 году скважины углубили до 5,1 км. При помощи нескольких гидравлических и химических стимулирований был создан коллектор, в 2005—2008 был проведён ряд циркуляционных тестов, в ходе которых удалось на выходе из коллектора получить теплоноситель с температурой около 160 °C. Было начато строительство электростанции, которая была запущена в сентябре 2016 года и с тех пор успешно эксплуатируется в непрерывном режиме. Её электрическая мощность составляет 1,7 МВт.

#### Последующие проекты
В конце 1980-х был начат проект по созданию петротермальной ГЦС близ Виши. Были пробурены скважины около 800 м глубиной и проведено стимулирование, после чего совершены циркуляционные тесты.
В 2014 году на ГЦС-технологию было переведено геотермальное месторождение Bouillante на островах Гваделупы. До этого отработанные геотермальные воды сбрасывались в море. Благодаря вулканической активности, здесь уже на глубине 320 м температура достигает 250 °C. Тепловая мощность системы составляет 15,75 МВт.

### США

#### Fenton Hill
Первая геотермальная циркуляционная система, извлекающая тепло из непроницаемых горных пород, была построена Лос-Аламосской национальной лабораторией в Нью-Мексико в ходе проекта Fenton Hill. Проект был запущен в 1974 году. Для создания коллектора была применена технология гидроразрыва. Глубина первого коллектора составляла около 2,7 км, температура пород — около 180 °C. С 1977 по 1980 год было проведено 5 экспериментальных запусков общей продолжительностью 417 дней. Тепловая мощность составляла от 3 до 5 МВт, что позволило получить 60 кВт на выходе паротурбинного генератора.
В дальнейшем были пробурены скважины до 4,4 км, где температура достигала 327 °C. Второй коллектор в 1986 году эксплуатировался в тестовом режиме в течение 30 дней. Температура воды, извлекаемой из коллектора, составляла 192 °C. Давление в нагнетательной скважине составляло от 26,9 до 30,3 МПа.
Ещё один тестовый пуск был проведён в 1992 году. После 112 дней работы из-за поломки нагнетательного насоса система была остановлена. В течение первых 55 дней температура воды из добычной скважины превосходила 180 °C, позднее начала снижаться.
В 2000 году из-за сокращения финансирования проект был закрыт.

#### Последующие проекты
В США было реализовано несколько проектов гидротермальных ГЦС, в частности, Coso (2001), Desert Peak (2001), Glass Mountain, Geysers-Clear Lake.

### Великобритания

#### Rosemanowes Quarry
В 1977 году был запущен экспериментальный проект петротермальной ГЦС Rosemanowes Quarry в Корнуолле. Он был намеренно ограничен температурами пород до 100 °C, чтобы избежать проблем при бурении. В 1983 были пробурены нагнетательная и добычная скважина на глубину 2,6 км, где температура достигала 100 °C. Был осуществлён гидроразрыв гранитного массива, и в 1985 году началась циркуляция теплоносителя. Она продолжалась 4 года, средний поток теплоносителя составлял 20—25 кг/с, температура на выходе из коллектора вначале составляла 80,5 °C, в конце снизилась до 70,5 °C. Из-за того, что при стимулировании образовалась неудачная структура трещин, имели место значительные потери теплоносителя, кроме того, он попадал из нагнетательной в добычную скважину слишком быстро, не получая достаточного количества теплоты.

### Германия
В 1976—1978 годах был реализован проект Falkenberg в Баварии. Был создан коллектор на глубине около 450 м и проведены циркуляционные тесты с потоком 3—4 кг/с. Проект продолжался до 1983 года.
В 1977 году был начат проект Bad Urach в Швабских Альпах, неподалёку от Штутгарта. Были пробурены скважины глубиной 3,5 км и проведены стимулирования, после чего произведены удачные циркуляционные тесты. На базе данного проекта была создана электростанция.
В 2003 году был реализован проект ГЦС-электростанции Neustadt-Glewe (Нойштадт-Глеве) с электрической мощностью 230 кВт.
В 2003 был начат проект Landau, были пробурены скважины глубиной 3,3 км, где температура составляет около 160 °C. Было проведено гидравлическое и химическое стимулирование. В 2007 году запущена бинарная установка с электрической мощностью 3 МВт. Температура поступающего на неё теплоносителя составляет 160 °C, отработанный теплоноситель имеет температуру 70-80 °C и используется для отопления около 8000 зданий, после чего он имеет температуру около 50 °C и закачивается обратно в коллектор.
Также в Германии существуют проекты Horstberg (2003), коммерческий проект Offenbach, Bruchal, Insheim, Genesys, Hannover.

### СССР
С 1981 по 1990 год непрерывно эксплуатировалась ГЦС на Ханкальском месторождении термальных вод в Грозненском районе. Она использовалась для отопления теплично-парникового комплекса комбината «Тепличный».

### Япония
В 1982 году был запущен проект Огати в префектуре Акита, в вулканической зоне. К 1992 году была пробурена скважина глубиной 1,1 км, где температура составляла 240 °C, и проведены стимулирования. Однако, эксперименты с циркуляцией показали, что, из-за плохого соединения между скважинами, возвращается только 3 % закачанной воды. Несколько повторных стимулирований позволили увеличить это значение до 25 %.
В 1989 был начат проект Хидзёри в префектуре Ямагата. Были пробурены скважины на глубину около 2 км и создан коллектор при помощи гидроразрыва. В 2000 году начался эксперимент с циркуляцией продолжительностью 1 год. В нагнетательную скважину закачивалось 15—20 кг/с воды температурой 36 °C, а из двух добычных возвращалось 5 кг/с температурой 163 °C и 4 кг/с температурой 172 °C. Общая тепловая мощность составляла 8 МВт. В конце эксперимента был запущен электрогенератор мощностью 130 кВт.

### Швеция
В 1984 году был начат проект петротермальной ГЦС Fjällbacka, к северу от Уддеваллы. Был создан коллектор на глубине около 0,5 км и проведены циркуляционные тесты.

### Россия
По данным на 2016 год, в России действуют ГЦС на Тернаирском и Кизлярском месторождениях термальных вод в Дагестане.
Экономический потенциал месторождений термальных вод в России оценивается в 50,1 миллионов тонн у.т./год при традиционной фонтанной эксплуатации, и в 114,9 миллионов тонн у.т./год — при ГЦС эксплуатации.
Также в загородных домах и на дачах широко внедряются бытовые системы геотермального отопления.
Эти системы, обычно, рассчитаны на обслуживание одного дома или небольшого участка и могут быть построены на основе одной или нескольких горизонтально или вертикально протяжённых скважин.  Также они могут применяться для отопления офисных и торговых помещений. Принцип действия таких систем соответствует принципу действия теплового насоса.

### Сальвадор
Построенная в 1992 году в вулканическом комплексе Текапа ГЦС-электростанция Berlin, после химического стимулирования скважин, достигла электрической мощности 109,4 МВт.

### Швейцария
В 1996 году начаты проекты по созданию петротермальных ГЦС электростанций в Базеле (Deep Heat Mining Basel) и Женеве.

### Австрия
В 1997 году в ГЦС была переоборудована геотермальная система Altheim. В 2000 году на ней была запущена бинарная установка для выработки электроэнергии. Поскольку температура воды на выходе из коллектора составляет всего 106 °C, в качестве рабочей жидкости в ней используется низкоэнтальпийный теплоноситель на основе фтороуглерода, что позволяет достичь электрической мощности 1 МВт (при тепловой мощности 12,4 МВт).

### Австралия
С 1999 года в Австралии разрабатывался проект Hunter Valley.
В 2003 году в ходе проекта Cooper Basin в Южной Австралии были пробурены скважины глубиной около 4 км, где температура составляла около 250 °C. В ходе экспериментов с циркуляцией температура теплоносителя на выходе составляла 210 °C, при потоке 25 кг/с.

### Канада
В 2019 году в окрестностях города Роки-Маунтин-Хаус в канадской провинции Альберта компанией Eavor Technologies Inc. была построена демонстрационная петротермальная ГЦС Eavor-Lite. Её отличие от других петротермальных проектов состоит в том, что подземный коллектор был создан исключительно путём бурения, без использования гидроразрыва. Вертикальные нагнетательная и добычная скважины расположены на расстоянии 2,5 км друг от друга. На глубине 2,4 км они соединены друг с другом двумя многоствольными горизонтальными скважинами. Бурение осуществлялось при помощи технологий, используемых в нефтегазовой промышленности.